# Tirich Mir

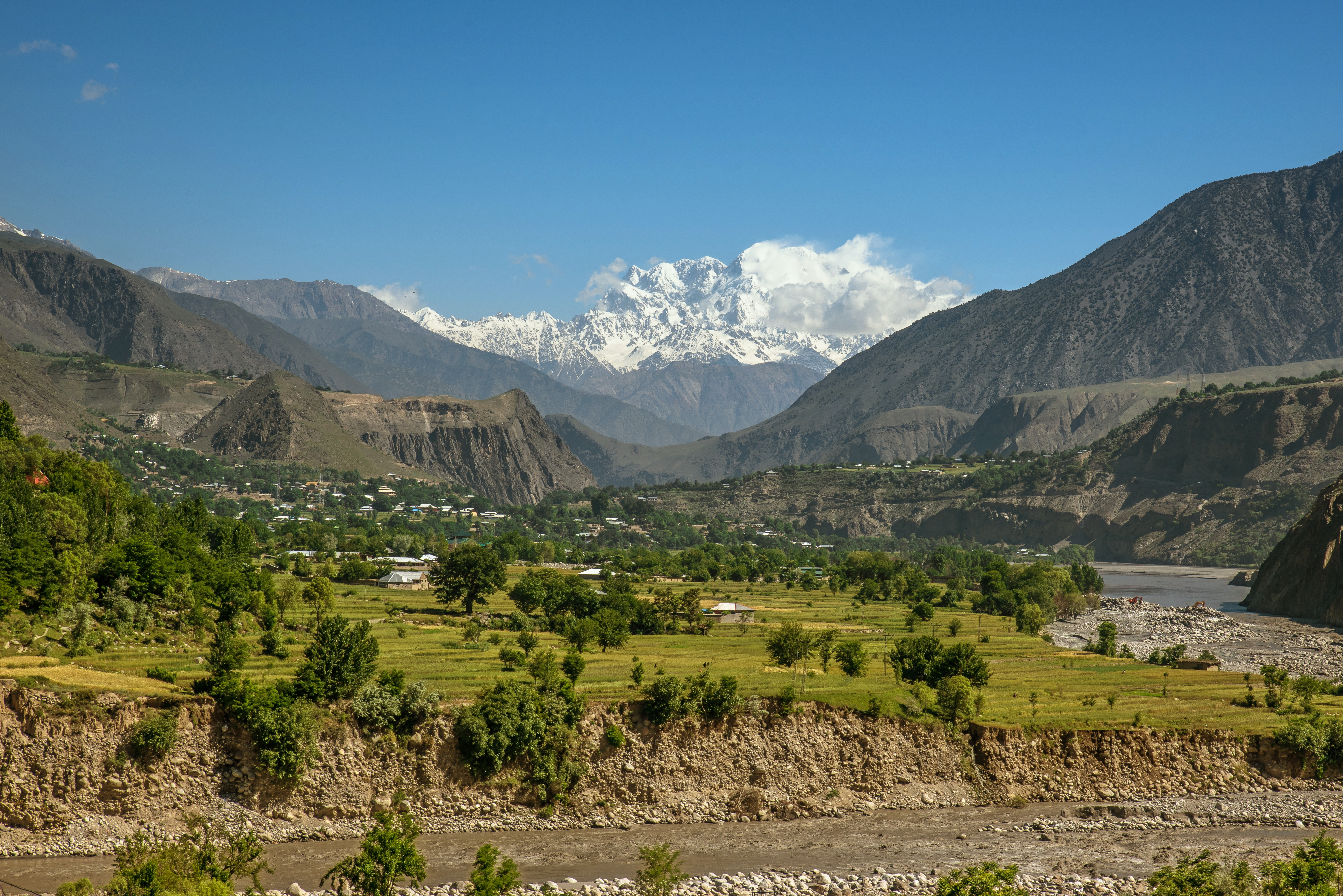
Val de Chitral, amb el Tirich Mir al fons

El Tirich Mir (paixtu: ترچ میر; khowar: ترچ میر; urdú: ترچ میر) (també anomenada Terich Mir, Terichmir i Turch Mir) és, amb 7.708 msnm, la muntanya més alta de la gran serralada de l'Hindu Kush. A més a més, és el cim més alt de la Terra situat fora de les serralades de l'Himalàia i el Karakoram. Es troba a la província pakistanesa de Khyber Pakhtunkhwa.

## Situació
El Tirich Mir es troba al nord de la ciutat de Chitral prop de la frontera entre l'Afganistan i el Pakistan, a uns 240 quilòmetres al nord-oest del Nanga Parbat i uns 300 quilòmetres de les ciutats de Kabul i Peshawar.

## Detalls de la muntanya
El Tirich Mir forma per si sol un massís muntanyós amb nombroses glaceres, en què destaca la glacera superior del Tirich. El Tirich Mir consta d'un cim principal, que culmina a 7.708 msnm i nombrosos cims secundaris, amb una prominència inferiors als 500 metres:
- Tirich Mir principal (7.708 m), situat aproximadament al centre del conjunt;
- Tirich Oest, amb nombrosos cims, quatre dels quals superen els 7.300 metres ;[1][2][3][4]
- Tirich Nord, amb un cim d'uns 7.000 m;
- Tirich Mir Est, amb un cim de 7.692 m[5]

## Ascensions
Les primeres exploracions de la zona i el cim les van protagonitzar expedicions britàniques a finals de la dècada de 1920. Novament els britànics exploraren la zona durant la dècada de 1930, però no va ser fins al 1950 quan va tenir lloc la primera ascensió de la muntanya per part d'una expedició noruega. El 22 de juliol Per Kvernberg va ser el primer en coronar el cim, mentre l'endemà l'aconseguiren coronar Arne Næss, Henry Berg i Tony Streather.
Amb els anys es van anar coronant la resta de cims secundaris. El 1964 es coronà el Tirich Mir Est, per una altra expedició noruega; el 1967 el Tirich Mir Oest I per una expedició txecoslovaca i el Tirich Mir Oest IV per una de francesa; el 1974 el Tirich Mir Oest II i III per expedicions italianes i franceses respectivament.